# Стрюве, Стефан
Сте́фан Я́йми Стрю́ве (нидерл. Stefan Jaimy Struve; 18 февраля 1988, Бевервейк) — нидерландский боец смешанного стиля, представитель тяжёлой весовой категории. Выступает на профессиональном уровне начиная с 2005 года, известен по участию в турнирах таких бойцовских организаций как UFC, M-1 Global и др. Является самым высоким бойцом в UFC — 213 см, и вместе с Джоном Джонсом, бойцом с самым большим размахом рук — 215 см. Первый, кто сумел победить досрочно чемпиона UFC в тяжёлом весе Стипе Миочича.

## Биография
Стефан Стрюве родился 18 февраля 1988 года в городе Бевервейке провинции Северная Голландия. В детстве играл в футбол, в возрасте четырнадцати лет по совету брата записался в местный клуб единоборств (принадлежавший Бобу Схрейберу) и вскоре решил стать бойцом ММА. В 16 лет провёл первый и единственный любительский бой, нокаутировал своего соперника ударом ноги в голову.

### Начало карьеры
На профессиональном уровне дебютировал в марте 2005 года (на тот момент ему было всего лишь 17 лет), в местном голландском промоушене одержал победу сдачей, поймав противника на рычаг локтя. Тем не менее, уже во втором бою потерпел первое в карьере поражение — техническим нокаутом по окончании первого раунда. В дальнейшем Стрюве выиграл девять поединков подряд, побывал на многих турнирах в разных странах: США, Германии, Финляндии, России, Англии. В 2007 году принимал участие в турнире-восьмёрке «Звезда Пересвета» на Украине — в четвертьфинале благополучно прошёл своего оппонента, однако на стадии полуфиналов потерпел поражение сдачей от конголезца Кристиана М’Пумбу, будущего чемпиона Bellator.
В 2008 году Стрюве одержал пять побед, в том числе выступил на турнире M-1 Challenge в Южной Корее, где взял верх над опытным японцем Юдзи Сакураги. Имея в послужном списке шестнадцать побед и только два поражения, привлёк к себе внимание многих крупных бойцовских организаций, вёл переговоры с Dream и Affliction, однако в конечном счёте подписал контракт с крупнейшим американским промоушеном Ultimate Fighting Championship.

### Ultimate Fighting Championship
Дебют Стрюве в UFC оказался неудачным — он встретился с будущим чемпионом организации бразильцем Жуниором дус Сантусом, и тот в первом же раунде подавил его градом ударов. Затем выиграл три поединка, а в марте 2010 года потерпел поражение техническим нокаутом от Роя Нельсона. После ещё двух побед в мае 2011 года был нокаутирован Трэвисом Брауном. В дальнейшем сделал серию из четырёх побед, добавив в число поверженных соперников таких известных бойцов как Патрик Бэрри, Дейв Херман, Лавар Джонсон, Стипе Миочич. Трижды он получал бонус за лучший приём вечера, один раз за лучший нокаут вечера и один раз за лучший бой вечера.
В период 2013—2014 годов испытывал проблемы со здоровьем, поэтому провёл только лишь два боя: сначала проиграл новозеландцу Марку Ханту, затем потерпел поражение от соотечественника Алистара Оверима. В 2015 году реабилитировался перед болельщиками, взяв верх над опытнейшим бразильцем Антониу Родригу Ногейрой, однако далее на турнире в Австралии единогласным решением судей уступил американскому бойцу Джареду Рошолту. В мае 2016 года за 16 секунд локтями нокаутировал представителя Бразилии Антониу Силву.

## Статистика в профессиональном ММА
| Боёв 42          | Побед 29 | Поражений 13 |
| ---------------- | -------- | ------------ |
| Нокаутом         | 8        | 9            |
| Сдачей           | 18       | 1            |
| Решением         | 2        | 3            |
| Дисквалификацией | 1        | 0            |

| Результат | Рекорд | Соперник                | Способ                       | Турнир                                  | Дата             | Раунд | Время | Место                    | Примечание                                |
| --------- | ------ | ----------------------- | ---------------------------- | --------------------------------------- | ---------------- | ----- | ----- | ------------------------ | ----------------------------------------- |
| Поражение | 29-13  | Тай Туиваса             | Нокаут (удары)               | UFC 254                                 | 24 октября 2020  | 1     | 4:59  | Абу-Даби, ОАЭ            |                                           |
| Поражение | 29-12  | Бен Ротвелл             | TKO (удары руками)           | UFC on ESPN: Overeem vs. Rozenstruik    | 7 декабря 2019   | 2     | 4:57  | Вашингтон, США           |                                           |
| Победа    | 29-11  | Маркус Рожериу де Лима  | Сдача (треугольник руками)   | UFC Fight Night: Błachowicz vs. Santos  | 23 февраля 2019  | 2     | 2:21  | Прага, Чехия             | Выступление вечера.                       |
| Поражение | 28-11  | Марчин Тыбура           | Единогласное решение         | UFC Fight Night: Shogun vs. Smith       | 22 июля 2018     | 3     | 5:00  | Гамбург, Германия        |                                           |
| Поражение | 28-10  | Андрей Орловский        | Единогласное решение         | UFC 222                                 | 3 марта 2018     | 3     | 5:00  | Лас-Вегас, США           |                                           |
| Поражение | 28-9   | Александр Волков        | Технический нокаут (удары)   | UFC Fight Night: Volkov vs. Struve      | 2 сентября 2017  | 3     | 3:30  | Роттердам, Нидерланды    | Бой вечера.                               |
| Победа    | 28-8   | Данель Омеляньчук       | Сдача (удушение д’Арсе)      | UFC 204                                 | 8 октября 2016   | 2     | 1:41  | Манчестер, Англия        |                                           |
| Победа    | 27-8   | Антониу Силва           | KO (удары локтями)           | UFC Fight Night: Overeem vs. Arlovski   | 8 мая 2016       | 1     | 0:16  | Роттердам, Нидерланды    | Выступление вечера.                       |
| Поражение | 26-8   | Джаред Рошолт           | Единогласное решение         | UFC 193                                 | 15 ноября 2015   | 3     | 5:00  | Мельбурн, Австралия      |                                           |
| Победа    | 26-7   | Антониу Родригу Ногейра | Единогласное решение         | UFC 190                                 | 1 августа 2015   | 3     | 5:00  | Рио-де-Жанейро, Бразилия |                                           |
| Поражение | 25-7   | Алистар Оверим          | KO (удары руками)            | UFC on Fox: dos Santos vs. Miocic       | 13 декабря 2014  | 1     | 4:13  | Финикс, США              |                                           |
| Поражение | 25-6   | Марк Хант               | TKO (удары руками)           | UFC on Fuel TV: Silva vs. Stann         | 3 марта 2013     | 3     | 1:44  | Сайтама, Япония          |                                           |
| Победа    | 25-5   | Стипе Миочич            | TKO (удары руками)           | UFC on Fuel TV: Struve vs. Miocic       | 29 сентября 2012 | 2     | 3:50  | Ноттингем, Англия        | Бой вечера.                               |
| Победа    | 24-5   | Лавар Джонсон           | Сдача (рычаг локтя)          | UFC 146                                 | 26 мая 2012      | 1     | 1:05  | Лас-Вегас, США           | Приём вечера.                             |
| Победа    | 23-5   | Дейв Херман             | TKO (удары руками)           | UFC on Fuel TV: Sanchez vs. Ellenberger | 15 февраля 2012  | 2     | 3:52  | Омаха, США               |                                           |
| Победа    | 22-5   | Патрик Бэрри            | Сдача (треугольник)          | UFC Live: Cruz vs. Johnson              | 1 октября 2011   | 2     | 3:22  | Вашингтон, США           | Приём вечера.                             |
| Поражение | 21-5   | Трэвис Браун            | KO (удар Супермена)          | UFC 130                                 | 28 мая 2011      | 1     | 4:11  | Лас-Вегас, США           |                                           |
| Победа    | 21-4   | Шон Маккоркл            | TKO (удары руками)           | UFC 124                                 | 11 декабря 2010  | 1     | 3:55  | Монреаль, Канада         |                                           |
| Победа    | 20-4   | Кристиан Моркрафт       | KO (удары руками)            | UFC 117                                 | 7 августа 2010   | 2     | 0:22  | Окленд, США              | Нокаут вечера.                            |
| Поражение | 19-4   | Рой Нельсон             | TKO (удары руками)           | UFC Fight Night: Florian vs. Gomi       | 31 марта 2010    | 1     | 0:39  | Шарлотт, США             |                                           |
| Победа    | 19-3   | Пол Бентелло            | Решение большинства          | UFC 107                                 | 12 декабря 2009  | 3     | 5:00  | Мемфис, США              |                                           |
| Победа    | 18-3   | Чейз Гормли             | Сдача (треугольник)          | UFC 104                                 | 24 октября 2009  | 1     | 4:04  | Лос-Анджелес, США        | Приём вечера.                             |
| Победа    | 17-3   | Денис Стойнич           | Сдача (удушение сзади)       | UFC 99                                  | 13 июня 2009     | 2     | 2:37  | Кёльн, Германия          |                                           |
| Поражение | 16-3   | Жуниор дус Сантус       | TKO (удары руками)           | UFC 95                                  | 21 февраля 2009  | 1     | 0:54  | Лондон, Англия           |                                           |
| Победа    | 16-2   | Мариу Нету              | Сдача (удушение сзади)       | CG 10: Clash of the Titans              | 29 ноября 2008   | 2     | 3:19  | Ливерпуль, Англия        |                                           |
| Победа    | 15-2   | Ральф Воннинк           | Сдача (рычаг локтя)          | KOE: Tough Is Not Enough                | 5 октября 2008   | 1     | 0:15  | Роттердам, Нидерланды    |                                           |
| Победа    | 14-2   | Юдзи Сакураги           | Сдача (треугольник)          | M-1 Challenge 6: Korea                  | 29 августа 2008  | 1     | 2:30  | Сеул, Южная Корея        |                                           |
| Победа    | 13-2   | Колин Робинсон          | Сдача (треугольник)          | Cage Gladiators 8                       | 27 июля 2008     | 1     | N/A   | Ливерпуль, Англия        |                                           |
| Победа    | 12-2   | Ральф Воннинк           | Сдача (удушение сзади)       | Beast of the East                       | 26 января 2008   | 1     | N/A   | Зютфен, Нидерланды       |                                           |
| Поражение | 11-2   | Кристиан М’Пумбу        | Сдача (удушение д’Арсе)      | Звезда Пересвета                        | 7 декабря 2007   | 1     | 2:05  | Киев, Украина            | Полуфинал гран-при в абсолютном весе.     |
| Победа    | 11-1   | Сергей Даниш            | TKO (остановлен секундантом) | Звезда Пересвета                        | 7 декабря 2007   | 2     | 2:20  | Киев, Украина            | Четвертьфинал гран-при в абсолютном весе. |
| Победа    | 10-1   | Томек Смиковский        | Сдача (удушение)             | TFS: Mixfight Gala VI                   | 25 ноября 2007   | 1     | N/A   | Мюнхен, Германия         |                                           |
| Победа    | 9-1    | Том Блэкледж            | Сдача (треугольник)          | Cage Gladiators 5                       | 4 ноября 2007    | 1     | 2:14  | Ливерпуль, Англия        |                                           |
| Победа    | 8-1    | Денис Комкин            | Сдача (удушение сзади)       | Siberian Challenge 1                    | 14 октября 2007  | 1     | N/A   | Братск, Россия           |                                           |
| Победа    | 7-1    | Марко Шинтич            | Сдача (треугольник)          | CF: The Real Deal                       | 5 мая 2007       | 1     | N/A   | Эммен, Нидерланды        |                                           |
| Победа    | 6-1    | Атте Бакман             | Сдача (треугольник)          | Fight Festival 21                       | 17 марта 2007    | 1     | 3:54  | Хельсинки, Финляндия     |                                           |
| Победа    | 5-1    | Флориан Мюллер          | TKO (удары руками)           | Outsider Cup 6                          | 16 декабря 2006  | 2     | 1:38  | Дуйсбург, Германия       |                                           |
| Победа    | 4-1    | Маркус Сурса            | Сдача (треугольник)          | WEF: Orleans Arena                      | 10 июня 2006     | 1     | 3:01  | Лас-Вегас, США           | Дебют в тяжёлом весе.                     |
| Победа    | 3-1    | Мурат Бурекба           | DQ (запрещённый приём)       | Staredown City                          | 5 февраля 2006   | N/A   | N/A   | Остзан, Нидерланды       |                                           |
| Победа    | 2-1    | Эмир Смайлович          | KO (удары руками)            | MMA: Event                              | 17 сентября 2005 | 1     | N/A   | Нидерланды               |                                           |
| Поражение | 1-1    | Ромулдас Гаркулис       | TKO (остановлен секундантом) | Mixfight Gala                           | 16 апреля 2005   | 1     | 5:00  | Нидерланды               |                                           |
| Победа    | 1-0    | Йон де Вилде            | Сдача (рычаг локтя)          | Gentlemen Fight Night                   | 19 марта 2005    | 1     | N/A   | Нидерланды               |                                           |